# NGC 2264
NGC 2264 je djelimice otvoreni skup, djelimice područje H II, a djelimice difuzna maglica koja se nalazi u zviježđu Jednorogu. 

## Vanjske poveznice
- SEDS: NGC 2264